# Eupithecia centaureata
Eupithecia centaureata es una especie de polilla de la familia Geometridae. La especie fue descrita por primera vez por Denis y Schiffermüller habiendo sido descrita en 1775, con distribución en Asia y África. El holotipo de la especie fue descrita en la región de Mkhachkala, Petrovsk. Otros sintipos han sido descritas en Viena, los bosques del monte Kenia y en Suiza. Basado en estructuras morfológicas, Vojnits presentó la E. centaureata como grupo de especies, el cual fue detallado luego por Mironov en 2003. Cuenta con dos subespecies: Eupithecia centaureata dagestani Vojnits, 1977 y Eupithecia centaureata dsharkendi Vojnits, 1977.

## Distribución
E. centaureata es una especie común en toda la región paleártica. Se ha descrito en Europa, Asia Central, Mongolia, el sur de Siberia, el este de China (en particular en la Guangdong) y la República de China), el Oriente Próximo y el África del Norte. Está muy extendida hasta Siria, Líbano e Israel.: 241  Ocurre desde el norte hasta el sur de Escandinavia y alrededor del mar Báltico. En el este, el área de distribución se extiende por los países bálticos, Ucrania, Rusia, la región del Cáucaso, Siberia y la región de Amur. En España se ha descrito en Cantabria, Asturias y el País Vasco.
La especie se encuentra en bosques abiertos, en los bordes de los bosques, en jardines y parques, pero también en laderas soleadas y semiáridas y en brezales de enebro.: 241  En Europa Central se ha registrado en las cadenas montañosas bajas hasta unos 900 metros (2952,8 pies) y en los Alpes hasta 1500 metros (4921,3 pies). La especie muy común en el sur de Inglaterra e Irlanda, más escasa en Escocia; también Europa y Asia occidental, y común en el peñón de Gibraltar.
La imago se puede encontrar durante todo el verano, parcialmente en doble cría, apoyada en vallas, muros, etc., en las proximidades de bosques y jardines, así como en los tallos y hojas de las plantas, las alas blancas la convierte en un insecto llamativo. Por la noche vuela sobre las flores que servirán de alimento a su larva y se siente especialmente atraído por la luz.

## Descripción
E. centaureata es una especie distintiva, todas las alas son en gran parte blancas a excepción de una mancha negra en la costa de las alas anteriores. La envergadura es de 20 a 24 milímetros (0,8 a 0,9 plg), especialmente en la subespecie Eupithecia oblongata f. obscura (quizás desarrollada principalmente en Asia pero también registrada en el Tirol). El color de fondo de ambas alas tiene un matiz ahumado. En la subespecie Eupithecia oblongata var. centralisata, descrita principalmente en Palestina y Asia Central, las marcas son más débiles, a veces (excepto la marca discal) casi completamente obsoletas.: 240  La oruga es larga y delgada, estrechándose ligeramente hacia la cabeza. Son de color blanco amarillento con una franja dorsal roja y manchas rojas en forma de herradura que recorren los lados. Su región caudal suele ser blanquecina. Otras variedades tienen una coloración ocre que va a verdoza clara, algunas sin las franjas dorsales.

### Genoma
Se ha publicado un ensamblaje del genoma de un individuo macho Eupithecia centaureata presentando una extensión de 465,6 megabases. La mayor parte del ensamblaje está estructurado en 32 pseudomoléculas cromosómicas, incluido el cromosoma sexual Z ensamblado. El genoma mitocondrial también ha sido ensamblado y tiene 15,3 kilobases de longitud. La anotación genética de este ensamblaje identificó 18.717 genes codificantes de proteínas.
Eupithecia centaureata es parte de un linaje independientes con genomas que han evadido restricciones y han sufrido una extensa reorganización, ya sea por numerosas fisiones o por una combinación de eventos de fusión y fisión. Estas fusiones tienden a involucrar elementos ancestrales pequeños y ricos en repeticiones o del cromosoma Z. En otros linajes de lepidopteras, las fusiones son raras y las fisiones son aún más raras. E. centaureata cuenta con dos fisiones además de segmentos ancestrales que se han fusionado con otras porciones que existen como cromosomas separados, como resultado de dos fisiones una con 200 a 275 de secuencias ortólogas.: 9 

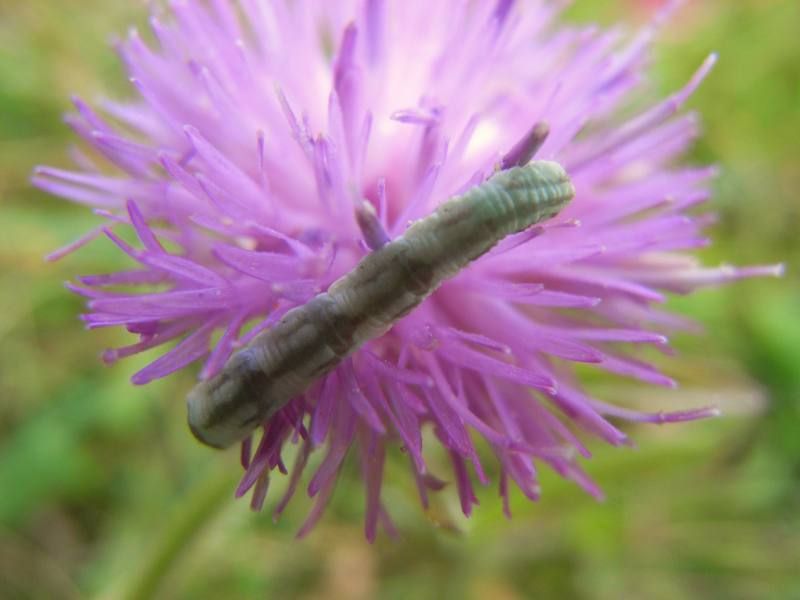
Oruga en estadio alimentario

.

## Ciclo de vida
A menudo se producen dos nidadas cada año y los adultos se pueden ver en abundancia durante el verano y el otoño.: 241  Cuando se pone, el huevo es inicialmente blanquecino y luego se vuelve amarillento. La superficie tiene un patrón de hoyos. Las polillas vuelan de noche y se sienten atraídas por las flores luminosas y ricas en néctar. Se alimentan de julio a septiembre en una variedad de plantas alimenticias, de las cuales las flores de Jacobaea vulgaris, Solidago virgaurea y Eupatorium cannabinum parecen ser las más comunes.
La oruga es bastante variable pero suele ser verde o amarilla, a menudo con marcas rojas. Se alimenta de las flores de una variedad de plantas. La especie pasa el invierno como pupa, que es pardusca es relativamente corta. El cremaster es ancho y la punta corta con 8 cerdas finas. 

## Plantas de alimento
| - Achillea - Angelica - Arctium - Artemisia - Calluna - Campanula - Centaurea - Cirsium | - Crambe - Filipendula - Galium - Hieracium - Lotus - Lysimachia - Matricaria - Medicago | - Pimpinella - Rumex - Selinum - Silene - Solidago - Tanacetum - Trifolium - Vicia |